# Мера Лебега
Ме́ра Лебе́га на {\displaystyle \mathbb {R} ^{n}} — мера, обобщающая понятия длины отрезка, площади фигуры и объёма тела на произвольное {\displaystyle n}-мерное евклидово пространство. Говоря более формально, мера Лебега является продолжением меры Жордана на более широкий класс множеств.
В частности, мера Лебега отрезка на вещественной прямой равна его длине, мера Лебега многоугольника на плоскости равна его площади.
Была введена французским математиком Анри Лебегом в 1902 году в своей диссертационной работе.

## Построение на прямой

### Внешняя мера
Для произвольного подмножества {\displaystyle E} числовой прямой можно найти сколь угодно много различных систем из конечного или счётного числа интервалов, объединение которых содержит множество {\displaystyle E}. Назовём такие системы покрытиями. Так как сумма длин интервалов, составляющих любое покрытие, есть величина неотрицательная, она ограничена снизу, и, значит, множество длин всех покрытий имеет точную нижнюю грань. Эта грань, зависящая только от множества {\displaystyle E}, и называется внешней мерой:
{\displaystyle m^{*}E=\inf \left\{\sum _{i}\Delta _{i}\right\}.}
Варианты обозначения внешней меры:
{\displaystyle m^{*}E=\varphi (E)=|E|^{*}.}
Внешняя мера любого интервала совпадает с его длиной, что является следствием счётной аддитивности меры Лебега на полукольце интервалов, отрезков и полуинтервалов. Если точнее, то указанная счётная аддитивность даёт {\displaystyle m(a,b)\leqslant m^{*}(a,b)}, тогда как противоположное неравенство действительно очевидно и напрямую вытекает из определения внешней меры. Более того, можно привести такой пример меры на алгебре, что внешняя мера некоторого множества из этой алгебры строго меньше его исходной меры.

### Свойства внешней меры
- (монотонность) {\displaystyle E_{1}\subseteq E_{2}\Rightarrow m^{*}E_{1}\leqslant m^{*}E_{2}.}
- (счётная полуаддитивность) {\displaystyle E=\bigcup _{k=1}^{\infty }E_{k}\Rightarrow m^{*}E\leqslant \sum _{k=1}^{\infty }m^{*}E_{k}.}
- {\displaystyle \forall E,\ \varepsilon >0\ \exists G\supseteq E\colon m^{*}G\leqslant m^{*}E+\varepsilon }, где {\displaystyle G} — открытое множество. Действительно, достаточно в качестве {\displaystyle G} взять сумму интервалов, составляющих покрытие {\displaystyle E}, такую что {\displaystyle \textstyle \sum _{i}\Delta _{i}\leqslant m^{*}E+\varepsilon }. Существование такого покрытия следует из определения точной нижней грани.

### Внутренняя мера
Если множество {\displaystyle E} ограничено, то внутренней мерой множества {\displaystyle E} называется разность между длиной сегмента {\displaystyle [a,\;b]} содержащего {\displaystyle E} и внешней мерой дополнения {\displaystyle E} в {\displaystyle [a,\;b]}:
{\displaystyle m_{*}E=(b-a)-m^{*}([a,\;b]\setminus E).}
Для неограниченных множеств, {\displaystyle m_{*}E} определяется как точная верхняя грань {\displaystyle (b-a)-m^{*}([a,\;b]\setminus E)} по всем отрезкам {\displaystyle [a,\;b]}.

## Измеримые множества
Множество называется измеримым по Лебегу, если его внешняя и внутренняя меры равны. Тогда общее значение последних называется мерой множества по Лебегу и обозначается {\displaystyle mE}, {\displaystyle \mu E}, {\displaystyle |E|}, {\displaystyle \lambda (E)} или {\displaystyle \operatorname {mes} E}.

### Пример неизмеримого множества
Пример неизмеримого по Лебегу множества построил Дж. Витали в 1905 году. Рассмотрим следующее отношение эквивалентности {\displaystyle \sim } на отрезке {\displaystyle [0,1]}: {\displaystyle x\sim y} если разность {\displaystyle x-y} рациональна.
Далее, из каждого класса эквивалентности выберем по одному представителю — одной точке (здесь мы пользуемся аксиомой выбора).
Тогда полученное множество {\displaystyle E} представителей будет неизмеримым.
Действительно, если сдвинуть {\displaystyle E} счётное число раз на все рациональные числа в интервале {\displaystyle [-1,1]}, то объединение будет содержать весь отрезок {\displaystyle [0,1]}, но при этом оно будет содержаться в отрезке {\displaystyle [-1,2]}.
При этом «сдвинутые копии» множества {\displaystyle E} не будут пересекаться друг с другом, что непосредственно следует из построения {\displaystyle \sim } и {\displaystyle E}.
Следовательно, с учётом счётной аддитивности меры Лебега,
{\displaystyle 1=\mu {\big (}[0;1]{\big )}\leqslant \mu {\bigg (}\bigcup _{n=1}^{\infty }E_{n}{\bigg )}=\sum _{n=1}^{\infty }\mu (E_{n})\leqslant \mu {\big (}[-1;2]{\big )}=3.}
Однако, если построенное множество {\displaystyle E} измеримо, это невозможно: все {\displaystyle \mu (E_{n})=\mu (E)} в силу свойства инвариантности меры Лебега (мера множества не меняется при сдвиге), а значит, сумма ряда 
{\displaystyle \sum _{n=1}^{\infty }\mu (E_{n})}
либо бесконечна (если {\displaystyle \mu (E)>0}), либо равна нулю (если {\displaystyle \mu (E)=0}); третьего не дано.
В обоих случаях получаем противоречие, и значит множество {\displaystyle E} неизмеримо; то есть функция меры на {\displaystyle E} не распространяется.
Заметим, что построение этого, как и любого другого примера неизмеримого множества на отрезке, было бы невозможно без принятия аксиомы выбора (нельзя было бы выбрать по представителю в каждом классе эквивалентности).

## Свойства
Мера Лебега удовлетворяет следующим двум условиям:
- Мера единичного куба равна единице.
- Меры конгруэнтных множеств равны между собой.

Более того 
- Измеримые множества образуют максимальный (по включению) класс множеств на которых эти два условия определяют единственную меру.

- Мера пустого множества равна нулю, но существуют и непустые множества с мерой 0.

## История
В своих «Лекциях об интегрировании и отыскании примитивных функций» (1904 год) Анри Лебег заявил, что его целью было найти (неотрицательную) меру на вещественной прямой, которая существовала бы для всех ограниченных множеств и удовлетворяла бы трём условиям:
1. Конгруэнтные множества имеют равную меру (то есть мера инвариантна относительно операций переноса и симметрий).
2. Мера счётно-аддитивна.
3. Мера интервала (0, 1) равна 1.

Конструкция Лебега охватывала обширный класс множеств вещественных чисел и определяла множество измеримых функций, более широкое, чем множество аналитических функций. При этом всякая измеримая функция допускала применение многих аналитических методов. К этому времени уже существовала общая теория меры, разработанная Э. Борелем (1898), и первые работы Лебега опирались на борелевскую теорию. Однако в диссертации Лебега (1902) теория меры была существенно обобщена до «меры Лебега». Лебег определил понятия ограниченных измеримых функций и интегралов для них, доказал, что все «обычные» ограниченные функции, исследуемые в анализе, измеримы, и что класс измеримых функций замкнут относительно основных аналитических операций, включая операцию предельного перехода. В 1904 году Лебег обобщил свою теорию, сняв условие ограниченности функции.
Уже в следующем году (1905) Дж. Витали показал, что мера, удовлетворяющая трём приведенным выше условиям, не охватывает всех ограниченных вещественных множеств: он построил множество, не имеющее меры с указанными свойствами. Более того, в 1914 году Хаусдорф доказал, что даже заменив требование счётной аддитивности на более слабое условие конечной аддитивности, мы всё равно обнаружим в трёхмерном пространстве ограниченные неизмеримые множества. Для прямой, как обнаружил Банах в 1923 году, универсальная конечно-аддитивная мера существует и даже не единственна.
Исследования Лебега нашли широкий научный отклик, их продолжили и развили многие математики: Э. Борель, М. Рис, Дж. Витали, М. Р. Фреше, Н. Н. Лузин, Д. Ф. Егоров и др. Было введено понятие сходимости по мере (1909).
Труды Лебега имели ещё одно важное концептуальное значение: они были полностью основаны на спорной в те годы канторовской теории множеств, и плодотворность лебеговской теории послужила веским аргументом для принятия теории множеств как фундамента математики.

## Вариации и обобщения
В общем смысле мера Лебега — способ распространения счётно-аддитивной меры с полукольца множеств на класс множеств значительно более обширный, чем её порождённое кольцо, и в некотором смысле максимальный.

### Построение частного случая
Достаточно рассмотреть систему {\displaystyle n}-мерных открытых интервалов ({\displaystyle n}-мерных параллелепипедов), содержащую {\displaystyle \varnothing }, которая является полукольцом. Мерой в этом кольце является {\displaystyle n}-мерный объём (то есть произведение непараллельных сторон данного параллелепипеда), который счётно-аддитивен. Так нижеизложенное построение можно исполнить для любого {\displaystyle \mathbb {R} ^{n}}.
Если взять полукольцо открытых промежутков с длиной в качестве меры, получим вышеизложенное построение. 

### Внешняя мера
Пусть {\displaystyle m} — счётно-аддитивная мера на полукольце {\displaystyle S} с единицей {\displaystyle X}. Для произвольного подмножества единицы {\displaystyle E\subseteq X} рассмотрим его покрытия множествами из полукольца, а точнее сумму мер множеств, составляющих эти покрытие. Для каждого покрытия эта величина неотрицательная, поэтому имеет точную нижнюю грань — назовём эту грань внешней мерой:
{\displaystyle \mu ^{\ast }E=\inf \left\{\sum _{i}mA_{i}{\bigg |}\ E\subseteq \ \bigcup _{i}A_{i},\ A_{i}\in S\right\}.}

### Свойства внешней меры
- (счётная полуаддитивность) {\displaystyle E\subseteq \bigcup _{k=1}^{\infty }E_{k}\Rightarrow \mu ^{*}E\leqslant \sum _{k=1}^{\infty }\mu ^{*}E_{k}.}

Выберем произвольное {\displaystyle \varepsilon >0}. Рассмотрим такие покрытия множеств {\displaystyle E_{k}} элементами {\displaystyle I_{k,j}}, что 
{\displaystyle E_{k}\subset {\textstyle \bigcup _{j}^{\infty }}I_{k,j}} и {\displaystyle {\textstyle \sum _{j}^{\infty }}mI_{k,j}\leqslant \mu ^{\ast }E_{k}+{\frac {\varepsilon }{2^{k}}}} (такие существуют по определению точной нижней грани).
Тогда
{\displaystyle \textstyle {E\subset \bigcup _{k}^{\infty }\bigcup _{j}^{\infty }I_{k,j}}} — покрытие множества элементами {\displaystyle S}, то есть для внешней меры как для точной нижней грани мер покрытий:
{\displaystyle \mu ^{\ast }E\leqslant \sum _{k}^{\infty }\sum _{j}^{\infty }mI_{k,j}\leqslant \sum _{k}^{\infty }\mu ^{\ast }E_{k}+\sum _{k}^{\infty }{\frac {\varepsilon }{2^{k}}}=\sum _{k}\mu ^{\ast }E_{k}+\varepsilon .}
В силу произвольного выбора {\displaystyle \varepsilon }, отсюда вытекает доказываемое.
- (монотонность) {\displaystyle E_{1}\subseteq E_{2}\Rightarrow \mu ^{*}E_{1}\leqslant \mu ^{*}E_{2}.} Необходимо в качестве {\displaystyle E_{3},E_{4},\ldots } взять {\displaystyle \varnothing }. Из полуаддитивности последует требуемое.
- {\displaystyle A,B\subseteq X\Rightarrow |\mu ^{\ast }A-\mu ^{\ast }B|\leqslant \mu ^{\ast }(A\bigtriangleup B),} где {\displaystyle A\bigtriangleup B} — симметрическая разность множеств {\displaystyle A} и {\displaystyle B}. Достаточно лишь заметить, что {\displaystyle A\subseteq B\cup (A\bigtriangleup B)} и {\displaystyle B\subseteq A\cup (A\bigtriangleup B).} Из полуаддитивности получим желаемую систему неравенств.

- {\displaystyle \forall E,\ \varepsilon >0\ \exists G\supseteq E\colon \mu ^{*}G\leqslant \mu ^{*}E+\varepsilon }, где {\displaystyle G} лежит в порождённом кольце {\displaystyle R(S)}. Действительно, достаточно в качестве {\displaystyle G} взять объединение множеств, составляющих покрытие {\displaystyle E}, такое что {\displaystyle \textstyle \sum _{i}\Delta _{i}\leqslant \mu ^{*}E+\varepsilon }. Существование такого покрытия следует из определения точной нижней грани.

### Определение
Множество называется измеримым по Лебегу, если для любого положительного {\displaystyle \varepsilon } существует такое {\displaystyle B_{\varepsilon }}, лежащее в порождённом кольце {\displaystyle R(S)}, что внешняя мера симметрической разности {\displaystyle A} и {\displaystyle B_{\varepsilon }} меньше {\displaystyle \varepsilon }: 
{\displaystyle \mu ^{*}(A\bigtriangleup B_{\varepsilon })<\varepsilon .}
Система всех измеримых множеств обозначается {\displaystyle {\mathfrak {M}}.}
Для измеримого {\displaystyle E} мера Лебега по определению равна {\displaystyle \mu ^{*}E} и обозначается {\displaystyle \mu E}, {\displaystyle mE}, {\displaystyle |E|}, {\displaystyle \lambda (E)} или {\displaystyle \operatorname {mes} E}. 

### Свойства системы измеримых множеств
- Любой элемент порождённого кольца измерим, и его мера Лебега равна стандартной: {\displaystyle E\in R(S)\implies E\in {\mathfrak {M}},\ mE=\mu E.}

1. Достаточно взять {\displaystyle B_{\varepsilon }=E\in R(S).} Тогда {\displaystyle \mu ^{*}(E\bigtriangleup E)=\mu ^{*}=0<\varepsilon .}
2. Пусть {\displaystyle A\subseteq {\textstyle \bigcup _{k}}B_{k},\ B_{k}\in S.} Значит, по определениям продолжения меры на кольцо и внешней меры {\displaystyle \mu ^{*}A\leqslant {\textstyle \sum _{k}}mB_{k}=mA.} С другой стороны, если {\displaystyle A\subseteq {\textstyle \bigcup _{k}}\ A_{k}}, то из-за счётной монотонности стандартной меры {\displaystyle mA\leqslant {\textstyle \sum _{k}}mB_{k}}, то есть, переходя к нижней грани, {\displaystyle mA\leqslant \mu ^{*}A.} Следовательно, {\displaystyle mA=\mu ^{*}A=\mu A.}

- {\displaystyle {\mathfrak {M}}} — сигма-алгебра, а мера Лебега — счётно-аддитивная мера на ней.

1. Докажем, что {\displaystyle {\mathfrak {M}}} — алгебра. Пусть {\displaystyle A_{1},A_{2}\in {\mathfrak {M}}.} Тогда по определению существуют {\displaystyle B_{1},B_{2}\in R(S)} такие, что {\displaystyle \mu ^{*}(A_{1,2}\bigtriangleup B_{1,2})<{\frac {\varepsilon }{2}}.} Заметим, что {\displaystyle (A_{1}\cup A_{2})\bigtriangleup (B_{1}\cup B_{2})\subseteq (A_{1}\bigtriangleup B_{1})\cup (A_{2}\bigtriangleup B_{2})}, что благодаря полуаддитивности означает {\displaystyle \mu ^{*}{\big (}(A_{1}\cup A_{2})\bigtriangleup (B_{1}\cup B_{2}){\big )}\leqslant \mu ^{*}(A_{1}\bigtriangleup B_{1})+\mu ^{*}(A_{2}\bigtriangleup B_{2})<\varepsilon }, но {\displaystyle B_{1}\cup B_{2}\in R(S)} по свойству кольца, поэтому {\displaystyle A_{1}\cup A_{2}\in {\mathfrak {M}}.} Также {\displaystyle X\setminus B_{1}\in R(S)} и{\displaystyle \mu ^{*}{\big (}(X\setminus A_{1})\bigtriangleup (X\setminus B_{1}){\big )}=\mu ^{*}(A_{1}\bigtriangleup B_{1})<\varepsilon }, откуда, {\displaystyle X\setminus A_{1}\in {\mathfrak {M}}.} Наконец, {\displaystyle \varnothing \in {\mathfrak {M}}}, значит, {\displaystyle {\mathfrak {M}}} — алгебра.

2. Докажем, что {\displaystyle \mu } — мера на ней. Неотрицательность меры Лебега очевидна. Покажем ее аддитивность. Так как {\displaystyle {\mathfrak {M}}} — кольцо, то достаточно рассмотреть случай двух множеств {\displaystyle A=A_{1}\sqcup A_{2},\ A\in {\mathfrak {M}}.} Так как {\displaystyle A_{1}} и {\displaystyle A_{2}} не пересекаются, {\displaystyle (B_{1}\cap B_{2})\subseteq (A_{1}\bigtriangleup B_{1})\cup (A_{2}\bigtriangleup B_{2}).} Тогда из указанного, свойств внешней меры и соотношения {\displaystyle (A_{1}\cup A_{2})\bigtriangleup (B_{1}\cup B_{2})\subseteq (A_{1}\bigtriangleup B_{1})\cup (A_{2}\bigtriangleup B_{2})} имеем:
- {\displaystyle \mu ^{*}A_{1}-\mu ^{*}B_{1}<\mu ^{*}(A_{1}\bigtriangleup B_{1})<\varepsilon ,\quad \mu ^{*}A_{2}-\mu ^{*}B_{2}<\mu ^{*}(A_{2}\bigtriangleup B_{2})<\varepsilon } из третьего свойства внешней меры;
- {\displaystyle \mu ^{*}(B_{1}\cap B_{2})\leqslant \mu ^{*}(A_{1}\bigtriangleup B_{1})+\mu ^{*}(A_{2}\bigtriangleup B_{2})<2\varepsilon } из монотонности в соотношении {\displaystyle (B_{1}\cap B_{2})\subseteq (A_{1}\bigtriangleup B_{1})\cup (A_{2}\bigtriangleup B_{2})}, верном, поскольку {\displaystyle A_{1}} и {\displaystyle A_{2}} не пересекаются;
- {\displaystyle \mu ^{*}(B_{1}\cup B_{2})-\mu ^{*}(A_{1}\sqcup A_{2})\leqslant \mu ^{*}{\big (}(A_{1}\sqcup A_{2})\bigtriangleup (B_{1}\bigtriangleup B_{2}){\big )}\leqslant \mu ^{*}(A_{1}\bigtriangleup B_{1})+\mu ^{*}(A_{2}\bigtriangleup B_{2})<2\varepsilon } из третьего  свойства и монотонности.

Поскольку {\displaystyle m} — мера на {\displaystyle R(S)}, {\displaystyle m(B_{1}\cup B_{2})=mB_{1}+mB_{2}-m(B_{1}\cap B_{2}).} Так как {\displaystyle \mu A=\mu ^{*}A} и для множеств кольца {\displaystyle \mu ^{*}A=mA}, получаем: {\displaystyle \mu (A_{1}\sqcup A_{2})\geqslant m(B_{1}\cup B_{2})=mB_{1}+mB_{2}-m(B_{1}\cap B_{2})-2\varepsilon \geqslant mB_{1}+mB_{2}-4\varepsilon \geqslant \mu A_{1}+\mu A_{2}-6\varepsilon }, то есть в силу произвольности {\displaystyle \varepsilon }, {\displaystyle \mu (A_{1}\sqcup A_{2})\geqslant \mu A_{1}+\mu A_{2}.} Совместно с неравенством {\displaystyle \mu (A_{1}\sqcup A_{2})\leqslant \mu A_{1}+\mu A_{2}} (полуаддитивность внешней меры) получаем {\displaystyle \mu (A_{1}\sqcup A_{2})=\mu A_{1}+\mu A_{2}.}

3. Докажем, что {\displaystyle \mu } счётно-аддитивна. Если дан конечный набор непересекающихся множеств {\displaystyle \{A_{k}\}_{k=1}^{n}}, которые вложены в произвольное множество {\displaystyle A}, то найдутся такие множества {\displaystyle \{A_{k}\}_{k=n+1}^{s}}, что {\displaystyle A={\textstyle \bigsqcup _{k=1}^{s}}A_{k}.} Тогда по свойству меры {\displaystyle \mu A=\textstyle {\sum _{k=1}^{s}\mu A_{k}\geqslant \sum _{k=1}^{n}\mu A_{k}.}} Случай счётного набора множеств получается предельным переходом. В то же время, неравенство {\displaystyle \textstyle {\mu ^{*}A\leqslant \sum _{k=1}^{\infty }\mu ^{*}A_{k}}} следует из полуаддитивности внешней меры. Значит, для {\displaystyle \textstyle {A=\bigcup _{k=1}^{\infty }A_{k}}} верно 
{\displaystyle \sum _{k=1}^{\infty }\mu A_{k}\geqslant \mu ^{*}A=\mu A\geqslant \sum _{k=1}^{\infty }\mu A_{k}.}

4. Докажем, что {\displaystyle {\mathfrak {M}}} — сигма-алгебра. Пусть {\displaystyle A={\textstyle \bigcup _{n}}A_{n}}, где {\displaystyle A_{n}\in {\mathfrak {M}}}. Так как мы уже знаем, что {\displaystyle {\mathfrak {M}}} — кольцо, то без ограничения общности можно считать, что {\displaystyle A_{n}} попарно не пересекаются (иначе перейдем к {\displaystyle B_{n}=\in {\mathfrak {M}}}). Так как {\displaystyle \mu } — мера на {\displaystyle {\mathfrak {M}}}, то в силу полуаддитивности {\displaystyle \mu ^{*}} при каждом {\displaystyle N} выполнено неравенство
{\displaystyle \sum _{n=1}^{N}\mu A_{n}=\mu \left(\bigsqcup _{n=1}^{N}A_{n}\right)=\mu ^{*}\left(\bigsqcup _{n=1}^{N}A_{n}\right)\leqslant \mu ^{*}A.}
В частности ряд сходится {\displaystyle {\textstyle \sum _{n=1}^{\infty }}\mu A_{n}.} Пусть теперь задано {\displaystyle \varepsilon >0}. Выберем такое {\displaystyle N}, что {\displaystyle {\textstyle \sum _{n=N+1}^{\infty }}\mu A_{n}<{\frac {\varepsilon }{2}}.} Положим {\displaystyle D={\textstyle \bigsqcup _{n=N+1}^{\infty }}A_{n}.} Тогда из полуаддитивности внешней меры следует 
{\displaystyle \mu ^{*}D\leqslant \sum _{n=N+1}^{\infty }\mu ^{*}A_{n}=\sum _{n=N+1}^{\infty }\mu A_{n}<{\frac {\varepsilon }{2}}.}
Множество {\displaystyle C={\textstyle \bigsqcup _{n=1}^{N+1}}A_{n}} измеримо, так как {\displaystyle {\mathfrak {M}}} — кольцо. По определению найдется такое {\displaystyle B\in R(S)} такое, что {\displaystyle \mu ^{*}(C\bigtriangleup B)<{\frac {\varepsilon }{2}}.}  Замечая, что {\displaystyle A\bigtriangleup B\subseteq (C\bigtriangleup B)\cup D}, получаем {\displaystyle \mu ^{*}(A\bigtriangleup B)\leqslant \mu ^{*}(C\bigtriangleup B)+\mu ^{*}D<\varepsilon .} Следовательно, {\displaystyle A\in {\mathfrak {M}}.}
- (полнота меры Лебега) Если у множества нулевая мера, то любое его подмножество измеримо с мерой ноль, то есть: {\displaystyle \forall B\subseteq A\quad \mu A=0\Rightarrow B\in {\mathfrak {M}}.}

Согласно монотонности и неотрицательности внешней меры, {\displaystyle 0\leqslant \mu ^{*}B\leqslant \mu ^{*}A=\mu A=0}, откуда {\displaystyle \mu ^{*}B=0.} Теперь достаточно взять {\displaystyle B_{\varepsilon }=\varnothing \in R(S).} Тогда {\displaystyle \mu ^{*}(B\bigtriangleup \varnothing )=\mu ^{*}(B)=0<\varepsilon } для любого {\displaystyle \varepsilon >0}.
- (критерий измеримости) Внутренней мерой множества {\displaystyle E} называется разность между мерой содержащего {\displaystyle E} элемента {\displaystyle F} порождённого кольца {\displaystyle R(S)} и внешней мерой дополнения {\displaystyle E} в этом элементе: {\displaystyle \mu _{*}E=mF-\mu ^{*}(F\setminus E),\ E\subseteq F.} Множество измеримо по Лебегу тогда и только тогда, когда его внешняя и внутренняя меры равны, то есть: {\displaystyle E\in {\mathfrak {M}}\ \Longleftrightarrow \ \mu ^{*}E=\mu _{*}E.}